# براتولا سيرا
انتشرت المنطقة التي تسمى الكومونة على الضفة اليمنى المطلة على نهر ساباتو، حيث ان أقدم جزء من المدينة هي قرية سيرا دي براتولا التي تقع على تل يطل على وادي نهر ساباتو. ولدت قرية براتولا فيما بعد وتمتد على طول طريق رئيسي إلى بوليا. تقع في الوادي وامتدت لاحقًا على التلال المجاورة. ولدت الكوميونة في عام 1812 بتوحيد قريتي براتولا وسيرا. أصبحت قرية براتولا منذ ذلك الحين المدينة الرئيسية في الكوميون وهي الان مقر مجلس المدينة.
يوجد مصنع رئيسي لمحركات FIAT في المدينة،  حيث أعطت للمنطقة اسما لسلسلة من المحركات المعيارية التي تم بناؤها وتشيدها هناك.